# Miss China
Miss China var en nummerflicka i Chinavarietén på Chinateatern som ibland genomförde egna framträdanden eller fick ledande roller i revynumren. En skådespelerska utsågs årligen mellan 1938 och 1962.
- 1938 - Siri Olson
- 1939 - Gerd Mårtensson
- 1940 - Evelyn Befwe
- 1941 - Betty Bjurström
- 1942 - Inga Florén
- 1943 - Birgitta Isander
- 1944 - Vivian Rydberg
- 1945 - Mary Thoor
- 1946 - Karin Crispien
- 1947 - Elisaweta
- 1948 - Rosel Wiener
- 1949 - Marianne Schüler
- 1950 - Marianne Schüler
- 1951 - Iris Johansson
- 1952 - Marianne Ljunggren
- 1953 - Maud Björkman
- 1954 - Sangrid Nerf
- 1955 - Anita Sohlman
- 1956 - Viola Sundberg
- 1957 - Anita Lindblom
- 1958 - Tamara Nyman
- 1959 - Michele
- 1960 - Inger Axö
- 1961 - Lena Wirström
- 1962 - Katarina Sjöholm